# Prolil 4-hidroxilasa transmembrana
La prolil 4-hidroxilasa transmembrana (P4HTM) es una proteína que en humanos está codificada por el gen P4HTM. Es una proteína transmembrana, que está situada en el retículo endoplasmático.

## Historia
En la década de 1960, un grupo de científicos que investigaba la síntesis de colágeno descubrió una enzima que era clave para garantizar su estabilidad estructural. Durante su formación, esta enzima añadía grupos hidroxilo (OH-) a los aminoácidos prolina presentes en la molécula de colágeno. Este proceso resultó ser esencial para obtener una proteína funcional, lo que destacó la importancia de la enzima prolil 4-hidroxilasa (P4H) como un componente fundamental en esta modificación postraduccional.
Posteriormente, se empezaron a investigar otras variantes de la P4H que estuvieran implicadas en la regulación del HIF. Fue entonces cuando se identificó la P4HTM, una proteína que, a diferencia de otras de su familia, está integrada en la membrana del retículo endoplasmático. Mediante estudios en ratones y análisis moleculares, se lograron determinar algunas de funciones específicas, así como su papel en procesos celulares clave, como la angiogénesis y la regulación de la homeostasis del calcio.
Aún así, todavía queda mucho por descubrir sobre esta proteína, y actualmente se están llevando a cabo experimentos para identificar con mayor precisión sus funciones y los procesos en los que resulta esencial. Un ejemplo destacado es su posible implicación en la obesidad mórbida, particularmente en población infantil, asociada a un mal funcionamiento de esta proteína, o tener un papel clave en la regulación emocional.

## Localización
La proteína prolil 4-hidroxilasa transmembrana (P4HTM), se localiza principalmente en el lumen del retículo endoplasmático (RE). Es una enzima de aproximadamente 50 kiloDaltons que contiene una región transmembrana compuesta por un segmento corto de 24 aminoácidos que la ancla a la membrana del RE.
La enzima está codificada por un gen que se encuentra principalmente en vertebrados, como en el pez cebra (Danio Reiro), pero no se halla en invertebrados como las moscas y los nemátodos.  Sus niveles de expresión son significativamente más altos en el cerebro, la corteza suprarrenal y la retina, y más bajos en tejidos como el músculo esquelético y el tracto digestivo.

Saber que parte del cuerpo cuenta con más proporción de la proteína P4HTM, ayuda a poder seguir investigando y descubriendo sus funciones, porque estas estaran relacionadas con la ubicación donde se encuentre.

## Estructura
La prolil 4-hidroxilasa transmembrana (P4HTM)  contiene una región N-terminal en el citosol, seguida por una hélice transmembrana que atraviesa la membrana del retículo endoplasmático (RE). La proteína presenta también un dominio catalítico que incluye un dominio Mano EF (EF-hand) en su interior. Estos dos últimos se sitúan en el lumen del retículo.
El dominio EF cuenta con dos motivos de unión al ion calcio (Ca2+). La proximidad del dominio EF al centro catalítico sugiere que la unión del Ca2+ es relevante para la actividad catalítica. Estos motivos podrían inducir reacciones bioquímicas en detectar cambios en la concentración de calcio en la célula.
El dominio catalítico presenta un pliegue de doble hélice beta (DSBH), característico de las enzimas prolinas 4-hidroxilasas. El sitio activo de la P4HTM se localiza entre el dominio EF y el núcleo conservado del dominio catalítico, responsable de la actividad enzimática. La forma del surco de unión al sustrato, el cual contiene el centro activo, puede verse afectada por las características estructurales del dominio EF.

## Gen
El P4HTM es un gen ubicado en el brazo corto p del cromosoma autosómico 3, concretamente en la banda 21 y la sub-banda 31; utilizando la sintaxis del locus, de manera resumida: 3p21.31.

## Funciones
Las funciones de la prolil 4-hidroxilasa transmembrana (P4HTM) siguen sin estar completamente definidas. A pesar de esto, se han podido determinar ámbitos en los cuales podría actuar o tener relación.
La proteína P4HTM puede estar implicada en la degradación de factores inducibles por hipoxia (HIF) en condiciones de normoxia (niveles normales de oxígeno). Por lo tanto, desempeña un papel en la adaptación a la hipoxia y podría estar también relacionada con la detección de oxígeno. Además, presenta un papel clave en la catálisis de la formación de 4-hidroxiprolina en secuencias -X-Pro-Gly- y en la síntesis de colágeno.
Además, las investigaciones sugieren que podría estar relacionada con la regulación emocional. La expresión de este gen es alta en las amígdalas, una zona del cerebro, clave en el control de emociones como el miedo o la ansiedad. Por este motivo se cree que puede influir en mecanismos neuroquímicos de esta área.

### Hidroxilación y adaptación a la hipoxia
La prolil 4-hidroxilasa transmembrana (P4HTM) cataliza la formación de 4-hidroxiprolina en una proteína llamada factor inducible por hipoxia 1-alfa (HIF1A). En concreto, añade los grupos hidroxilo en las localizaciones "Pro-402" y "Pro-564" dentro del dominio de la degradación oxígeno-dependiente (ODD). Se piensa que, al igual que sucede en el resto de prolil-hidroxilasas, esto podría provocar la formación de un sitio de unión al complejo ubiquitina ligasa de von Hippel-Lindau E3, el cual marca proteínas a través de la ubiquitinización para su degradación en el proteasoma cuando se dan condiciones de normoxia.
La HIF-1A, junto con la acción de las prolil-hidroxilasas, regula la respuesta homeostática, tanto celular como sistemática, al estado de hipoxia. Lo hace a través de la activación de la transcripción de diferentes genes, como por ejemplo transportadores de glucosa u otros genes que aumenten en transporte de oxígeno.Es por esta razón que actualmente se venden medicamentos con esta proteína para tratar la anemia.

#### Reacción química
La reacción química que rige la actividad enzimática de la prolil 4-hidroxilasa transmembrana es la siguiente:
{\displaystyle {\ce {2-oxoglutarate + L-prolyl-[hypoxia-inducible factor alpha subunit] + O2}}} {\displaystyle {\ce {-> CO2 + succinate + trans-4-hydroxy-L-prolyl-[hypoxia-inducible factor alpha subunit]}}}

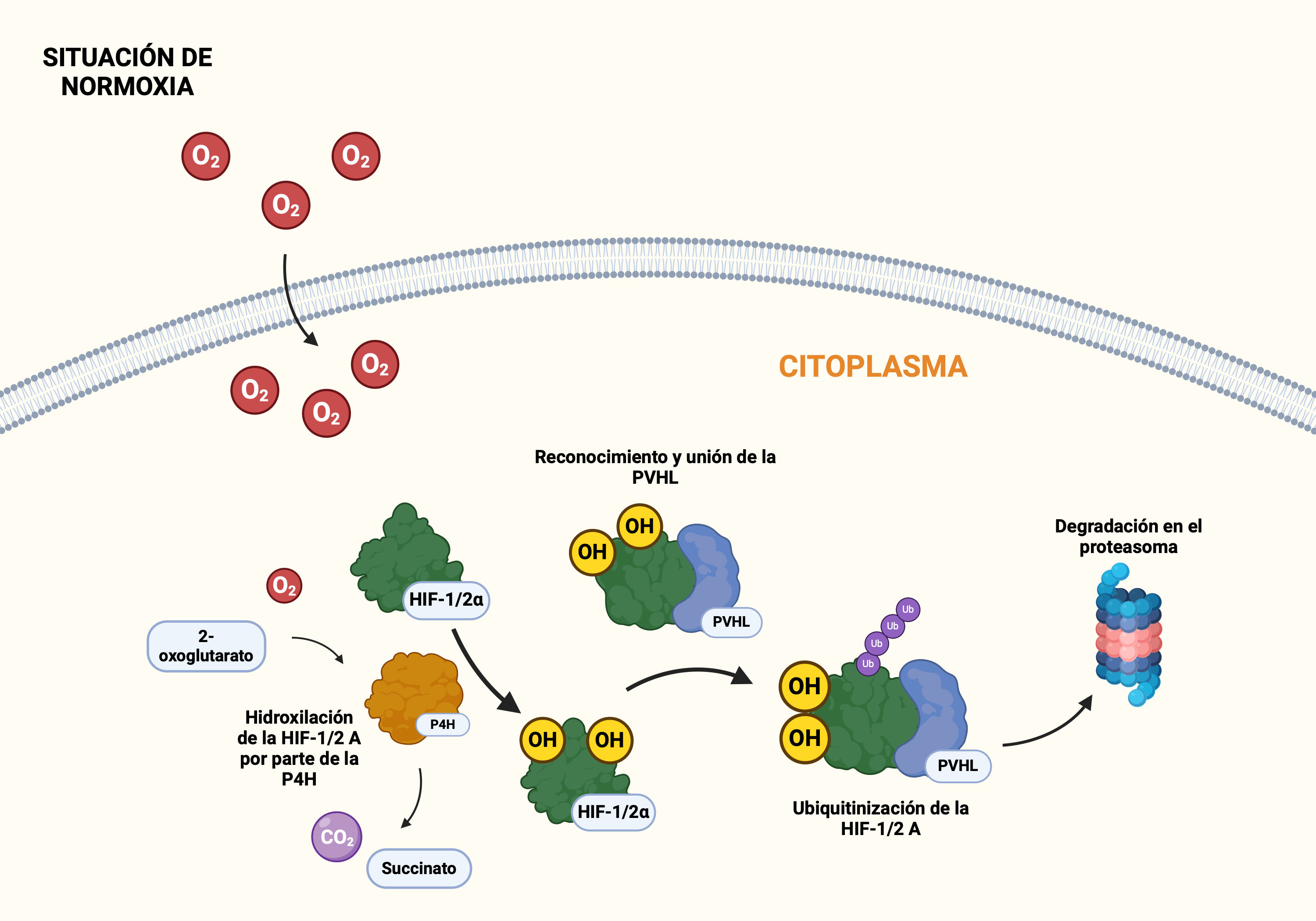
Función de hidroxilación de la familia de las prolil hidroxilasas.

Para que se pueda dar esta reacción es necesario el uso de 2-oxoglutarato como co-sustrato, que pasará a formar succinato y CO2. Además, la P4HTM utiliza el oxígeno molecular como sustrato. Uno de los átomos de oxígeno se incorporará a la prolina para formar la hidroxiprolina y el otro facilitará la conversión de 2-oxoglutarato a succinato a través de la descarboxilación oxidativa.
Tal como se indica en la reacción, la adición del hidroxilo tiene lugar en la posición trans-4 de la cadena lateral de la prolina.

### Síntesis del colágeno
Dentro de la familia de las prolil 4-hidroxilasas (P4HTM), se encuentran las prolil 4-hidroxilasas del colágeno. Estas también tienen como función la hidroxilación de residuos de prolina. En este caso, los residuos se encuentran en moléculas de colágeno. Los residuos de 4-hidroxiprolina formados en este proceso son esenciales para la estabilidad de la triple hélice del colágeno.
Se ha estudiado una posible participación de la P4HTM en los procesos de síntesis del colágeno. Se creía que era una posibilidad a causa de su localización en el retículo endoplasmático y por el hecho que su secuencia de aminoácidos es más parecida a la de las P4H de colágeno que a las de las HIF-P4H. Sin embargo, la proteína presenta una ausencia del dominio de unión péptido-sustrato de las P4Hs del colágeno y, además, no es capaz de hidrolizar polipéptidos de colágeno in vitro.
Por lo tanto, esta función de la P4HTM es una posibilidad, no ha sido demostrada.

### Señalización del calcio
Esta proteína actúa como reguladora del calcio, particularmente en astrocitos. La ausencia de la P4HTM conduce a alteraciones significativas en las vías de señalización del calcio, incluyendo:
- Entrada de calcio operada por Almacén (SOCE) y Entrada de calcio operada por Receptor (ROCE):   SOCE: Es un mecanismo mediante el cual el calcio extracelular entra en el citoplasma cuando los almacenes de calcio intracelular, como los del retículo endoplasmático, se agotan. Este proceso ocurre a través de canales de calcio en la membrana plasmática, como los activados por el sensor de calcio STIM y los canales ORAI. SOCE es crucial para mantener la homeostasis del calcio y regular diversos procesos celulares.[20]  ROCE: Es un mecanismo en el que la entrada de calcio a la célula es activada directamente por receptores en la membrana plasmática, como los receptores acoplados a proteínas G o los receptores de tirosina quinasa. A diferencia de SOCE, ROCE no depende de los niveles de calcio almacenado intracelular, sino de señales generadas por la unión de ligandos específicos a estos receptores.[21] 
En astrocitos donde la proteína P4HTM se encuentra ausente (astrocitos knockout para P4HTM), tanto SOCE como ROCE se ven comprometidas. Estas células presentan una respuesta reducida a la estimulación con ATP, con una menor elevación de los niveles de calcio intracelular en comparación con las wild type (WT).[19]
- ATPasas de calcio: La expresión de varias ATPasas que secuestran calcio, específicamente PMCA2, PMCA3 y SERCA, se incrementa en ausencia de la proteína P4HTM, lo que sugiere una respuesta compensatoria a la disminución de la señalización de calcio.[19]
- Influencia en la gliotransmisión: La proteína P4HTM participa en la gliotransmisión, el proceso mediante el cual los astrocitos liberan sustancias neuroactivas en respuesta a la señalización del calcio.[19] Los estudios sugieren que la ausencia de P4HTM reduce la exocitosis vesicular de gliotransmisores, sustancias liberadas por los astrocitos. Esto podría afectar a la comunicación neuronal y, potencialmente, influir en las funciones cognitivas, como ocurre en la discapacidad intelectual observada en el síndrome de HIDEA.[22]
- Regulación de la captación mitocondrial de calcio: La proteína P4HTM regula la dinámica mitocondrial en los astrocitos. Su ausencia provoca alteraciones en la distribución de las mitocondrias y aumenta su capacidad de captación de calcio, lo que afecta a los niveles globales de calcio celular.[19] Dada su localización en la membrana del retículo endoplasmático (RE), la deficiencia de P4HTM puede generar una disfunción mitocondrial. Esto ocurre porque su ausencia provoca una perturbación de las membranas asociadas a la mitocondria (MAMs), como ocurre en el síndrome MEGDEL, una forma del síndrome de Leigh causada por una alteración en la remodelación lipídica de las MAMs.[23]

### Regulación emocional
Recientes estudios con ratones sin el gen P4H-TM han determinado que se producen cambios significativos en el comportamiento de los sujetos estudiados. Se destacan tres factores importantes:
- Reducción del miedo y la ansiedad: Los ratones modificados muestran una disminución en la respuesta ante estímulos estresantes, como la exposición a altas concentraciones de dióxido de carbono, que simula la sensación de asfixia asociada a ataques de pánico.[9][24]

- Aumento de la interacción social: En comparación con los ratones control, los ratones mutados exhiben un comportamiento más sociable. Esto implica que buscan un mayor contacto con otros individuos de su especie.[9]
- Resistencia al aprendizaje de la indefensión: Los ratones deficientes en el gen P4HTM muestran mayor resistencia en pruebas diseñadas para evaluar comportamientos de desesperanza, frecuentemente utilizadas en la investigación de nuevos tratamientos antidepresivos.[9]

Estos hallazgos podrían abrir nuevas vías para el desarrollo de tratamientos y fármacos dirigidos a la ansiedad y la depresión. No obstante, dado que la ausencia del gen P4HTM afecta gravemente al desarrollo cognitivo, su inactivación solo se considera viable en sujetos adultos. Por ello, resulta fundamental caracterizar con precisión todas las funciones del gen en las distintas etapas de la vida antes de emplear esta estrategia como opción terapéutica.

## Familia de las prolil hidroxilasas
El grupo de enzimas prolil 4-hidroxilasa incluye diversas proteínas. Las principales son las prolil hidroxilasas de colágeno y las HIF (factor inducible por hipoxia). Estas últimas incluyen la PHD1, la PHD2 y la PHD3. Además, recientemente se empezó a estudiar la prolil 4-hidroxilasa transmembrana.
| Proteína                           | Localización                                                  | Función | Enfermedad asociada                                                                                 |
| ---------------------------------- | ------------------------------------------------------------- | --- | --------------------------------------------------------------------------------------------------- |
| PHD1                               | Núcleo                                                        | Cataliza la formación de 4-hidroxiprolina en proteínas alfa del factor inducible por hipoxia (HIF-α). | Feocromocitona, policitemia                                                                         |
| PHD2                               | Principalmente en el citosol y, en menor medida, en el núcleo | Cataliza la formación de 4-hidroxiprolina en proteínas alfa del factor inducible por hipoxia (HIF-α). | Eritrocitosis familiar tipo 3                                                                       |
| PHD3                               | Citosol y núcleo                                              | Cataliza la formación de 4-hidroxiprolina en proteínas alfa del factor inducible por hipoxia (HIF-α). Participa también el la activación de la actividad endopeptidasa tipo cisteína en el proceso de apoptosis. | Carcinoma de células renales                                                                        |
| Prolil hidroxilasa de colágeno     | Lumen del retículo endoplasmático                             | Participa en la biosíntesis del colágeno a través de la hidroxilación de proteínas en secuencias X-Pro-Gly. Esto es esencial para la formación de la triple hélice del colágeno.                                 | Enfermedades asociadas a una conformación incorrecta del colágeno como el síndrome de Elhers-Danlos |
| Prolil 4-hidroxilasa transmembrana | Membrana del retículo endoplasmático                          | Cataliza la formación de 4-hidroxiprolina en proteínas alfa del factor inducible por hipoxia (HIF-α). Funciones en la señalización el calcio.                                                                    | Síndrome de HIDEA                                                                                   |

También existe la familia de las prolil 3-hidroxilasas (P3H), responsables de la 3-hidroxilación del colágeno. La enzima principal de este grupo es la P3H1. Se ha visto que su mutación puede causar osteogénesis imperfecta. También forman parte de las P3H la P3H2 y la P3H3.

## Enfermedades asociadas

### Síndrome de HIDEA
Si la proteína Prolil 4-hidroxilasa transmembrana (P4HTM) no se codifica bien, se pueden llegar a desarrollar varias enfermedades. Estas incluyen hipotonía, hipoventilación, deterioro del desarrollo intelectual, disautonomía, epilepsia y anomalías oculares. Si todos estos símptomas (o gran parte) se expresan en un mismo paciente, se determina que padece el síndrome HIDEA.
Se han estudiado también los efectos que puede tener la deficiencia de esta proteína en relación con un nuevo tipo de obesidad sindrómica, que aparece en un 1,5% de los casos de obesidad asociada a una alta mortalidad.

#### Variantes de la P4HTM
Se han identificado cinco variantes de la proteína P4HTM asociadas al síndrome de HIDEA. Tres de estas variantes afectan gravemente a la función de la enzima, ya que provocan la pérdida casi total de la proteína o de grandes fragmentos de su dominio catalítico. Esto se debe a mutaciones de cambio en el marco de lectura que generan codones de terminación prematuros, así como a una mutación sin sentido que provoca el salto del exón 6, lo que provoca la pérdida de función de la proteína.
La variante His161Pro introduce una prolina en lugar de una histidina orientada hacia la superficie en el centro de α1. Debido a que las prolinas no se ajustan a la geometría α-helicoidal, esta variante genera un pliegue en α1 e interrumpe su interacción con la lámina principal DSBH adyacente. Una mutación sin sentido que reemplaza Gln471 por un codón de terminación provoca el truncamiento de la proteína en 32 residuos, eliminando la mitad final de α9. Aunque no se observa en la estructura cristalina, el extremo C-terminal de la proteína P4HTM contiene una señal de retención en el RE, y su pérdida podría hacer que ésta avanzara más allá del RE en la vía secretora.
| Variante  | Modificación                                                                                             | Consecuencia                                                                                 |
| --------- | --- | -------------------------------------------------------------------------------------------- |
| c.1073G>A | Mutación sin sentido en Arg296Ser que da lugar a la omisión del exón 6 (Val297-Arg358)                   | Pérdida de la función de la proteína                                                         |
| c.482A>C  | Mutación sin sentido en His161Pro                                                                        | Alteración de la estructura secundaria de la P4HTM                                           |
| c.286dupC | Mutación de cambio en el marco de lectura que da lugar a Gln96Pro y a un codón de terminación prematuro  | Pérdida de la función de la proteína                                                         |
| c.1594C>T | Mutación sin sentido en Gln471                                                                           | Pérdida de la señal de retención del RE y alteración de la estructura secundaria de la P4HTM |
| c.949delG | Mutación de cambio en el marco de lectura que da lugar a Val317Phe y a un codón de terminación prematuro | Pérdida de la función de la proteína                                                         |

### Expresión de P4HTM en el cáncer de mama
Los niveles de expresión de Prolil 4-hidroxilasa transmembrana (P4HTM) y GATA3 suelen estar estrechamente correlacionados en varios subtipos del cáncer de mama.
Es clave en el desarrollo mamario embrionario y en el mantenimiento del estado diferenciado de las células epiteliales luminales de la glándula mamaria en adultos. La pérdida de expresión de GATA3 se ha relacionado con la patogénesis del cáncer de mama, asociándose a la ausencia de receptores de estrógeno y progesterona, la sobreexpresión de Her2/neu y un peor pronóstico. Estudios de expresión génica han demostrado que GATA3 se encuentra altamente expresado en el subtipo Luminal A de cáncer de mama, y su mayor expresión se asocia con mejores resultados clínicos en las pacientes.
Al igual que GATA3, P4HTM presenta una mayor expresión de ARN mensajero y proteína en tumores luminales, y su alta expresión está asociada con una mejor supervivencia de las pacientes. Datos genómicos sugieren que GATA3 que regula la expresión de P4HTM a través de su promotor o de regiones reguladoras. Análisis de la secuencia del RNA han confirmado que la sobreexpresión de P4HTM depende directamente de GATA3, lo que refuerza la hipótesis de que P4HTM es un objetivo directo de este factor de transcripción.
Otras prolil hidroxilasas 4, como P4HA1 y P4HA2, han demostrado regular la metástasis del cáncer de mama a través de la deposición de colágeno. Por lo tanto, P4HTM también podría desempeñar un papel en la progresión tumoral. Se necesitan más estudios para esclarecer los mecanismos mediante los cuales GATA3 y P4HTM influyen en las características del cáncer de mama.